# Nikola Dobrečić
Nikola Dobrečić (Bartula, 28. siječnja 1872. – Zagreb, 14. studenog 1955.) je bio katolički svećenik i kasnije Nadbiskup Barski i primas Srbije od 16. siječnja 1912. – 14. studenoga 1955.
Rodio se u selu Bartuli u Crnoj Gori, onda u turskom carstvu.
Od 1890. u Rimu pohađa Gradski koledž, uspješno ga završava i doktorira bogoslovlje zatim i filozofiju. Svećenik postaje u bazilici svetog Ivana lateranskog 1898. Šimun Milinović je bio njegov prethodnik na mjestu barskih nadbiksupa, ali smrću Milinovića Dobrećič je postavljen 1912. za novog nadbiksupa. Sagradio je crkvu svetog Nikole u Baru i nadbiskupsku zgradu. Umire u Zagrebu 1955. godine. Brat mu je bio Filip Dobrečić.